# لوئیجی گارزیا
لوئیجی گارزیا (انگلیسی: Luigi Garzya؛ زادهٔ ۷ ژوئیهٔ ۱۹۶۹) بازیکن فوتبال اهل ایتالیا است.
از باشگاه‌هایی که در آن بازی کرده‌است می‌توان به باشگاه فوتبال رجینا، باشگاه فوتبال تورینو، باشگاه فوتبال لچه، باشگاه فوتبال کرمونزه، باشگاه فوتبال آ.اس. رم، و باشگاه فوتبال باری اشاره کرد.
وی همچنین در تیم‌های ملی فوتبال زیر ۲۰ سال ایتالیا و زیر ۲۱ سال ایتالیا بازی کرده‌است.